# Deutsch-Polnische Gesellschaft der Bundesrepublik Deutschland
Die Deutsch-Polnische Gesellschaft der Bundesrepublik Deutschland ist die älteste noch tätige Organisation für deutsch-polnische Verständigung. Der Verein hat sich die „Normalisierung“ der Beziehungen zwischen Deutschland und Polen zum Ziel gesetzt.

## Geschichte
Die Deutsch-Polnische Gesellschaft der Bundesrepublik Deutschland wurde 1950 in Düsseldorf gegründet. Sie war die westdeutsche Neuformierung der 1948 in Berlin gesamtdeutsch konstituierten Hellmut-von-Gerlach-Gesellschaft. Während diese Vereinigung in der DDR nur bis 1953 wirken konnte, existierte sie im Westen trotz großer Schwierigkeiten auch in der Zeit des Kalten Krieges. Beide Gesellschaften mussten jedoch 1952 aufgrund einer Klage der Familie von Hellmut von Gerlach ihren Namen ändern. In der DDR wurde die Gesellschaft 1953 schließlich aufgelöst und ein Teil der Arbeit von der Liga für Völkerfreundschaft übernommen.
In der Bundesrepublik Deutschland nahm die Gesellschaft auf Wunsch Polens den Namen „Deutsch-Polnische Gesellschaft der Bundesrepublik Deutschland“ an, um auch die Gründung einer „Deutsch-Polnischen Gesellschaft der DDR“ zu ermöglichen; hierzu ist es jedoch auf Grund des Widerstandes der politischen Führung in der DDR nie gekommen.
Bis zum Abschluss des Warschauer Vertrages 1970 war die Deutsch-Polnische Gesellschaft der Bundesrepublik Deutschland die einzige Organisation ihrer Art; erst danach entstanden selbständige lokale deutsch-polnische Vereine, teilweise aus aktiven oder ehemaligen Ortsgruppen der bundesweit tätigen Gesellschaft, von denen sich manche später in der Deutsch-Polnischen Gesellschaft Bundesverband zusammenschlossen.
Zur Vereinsarbeit gehören seit der Gründung Informationsveranstaltungen, Ausstellungen, Kulturveranstaltungen und die Herausgabe von Publikationen. In den 1950er Jahren wurde in Anlehnung an den Warschauer Chopin-Wettbewerb ein deutscher Klavierwettbewerb durchgeführt. Die erste illustrierte Zeitschrift erschien 1950 unter dem Titel „Jenseits der Oder“. Seit 1984 wird die vierteljährlich erscheinende Zeitschrift „Polen und wir“ herausgegeben.
Im Frühjahr 1990 wurde in der DDR die Deutsche Gesellschaft für gute Nachbarschaft zu Polen in der DDR gegründet, die 1992 mit der Deutsch-Polnischen Gesellschaft der Bundesrepublik Deutschland fusionierte und heute als deren ostdeutscher Regionalverband wirkt.
Der Beirat der Gesellschaft wird von Vertretern aus Gewerkschaften, Medien, der Wissenschaft und der Gesellschaft gebildet. Aktive Politiker sind von führenden Funktionen ausgeschlossen. Vorsitzender der Gesellschaft war in den 1970er und 1980er Jahren der prominente Verfassungsrechtler Helmut Ridder. Seit Februar 2024 ist Karl Forster aus Berlin Vorsitzender.